# Dschibal Dhufar
Dschibal Dhufar (auch: Dschibal al-Qara, en.: Dhofar Mountains, arabisch جبال ظفار, DMG Ǧibāl Ẓufār oder arabisch جبال القارة Ǧibāl al-Qāra) ist die Bezeichnung für eine Gebirgskette im südöstlichen Teil der Arabischen Halbinsel. Der gesamte Gebirgszug erstreckt sich vom Gouvernement Dhofar im Oman im Nordosten bis ins Gouvernement Hadramaut im Jemen im Südwesten. Im Norden erhebt sich im Anschluss daran das Hadschar-Gebirge und im Süden das Sarawat-Gebirge im Westen des Jemen. Teilweise wird das Gebirge im Osten des Jemen, vor allem in der Nähe von al-Mukalla als Hadramaut bezeichnet, oder als „Mahrat“.

## Geographie
Dschabal Qamr, Dschabal Qarah und Dschabal Samhan sind Teilgebiete des Gebirges. Der Höchste Punkt in dem Gebirgszug wird mit 2.100 m im Dschabal Samhan angegeben.

## Natur
In den unzugänglichen Gebirgsregionen lebt noch eine Population des arabischen Leoparden (Panthera pardus nimr). Daher wurde das Naturreservat Dschabal Samhan eingerichtet.
Der asiatische Gepard (Acinonyx jubatus venaticus) war ebenfalls verbreitet, der letzte bekannte Gepard wurde allerdings 1977 in der Nähe von Jibjat getötet.
Im Dezember 2018 wurde Forskals Sandrennnatter (Schokari sand racer) auf einem Berg der Region beobachtet und gefilmt.

## Bilder

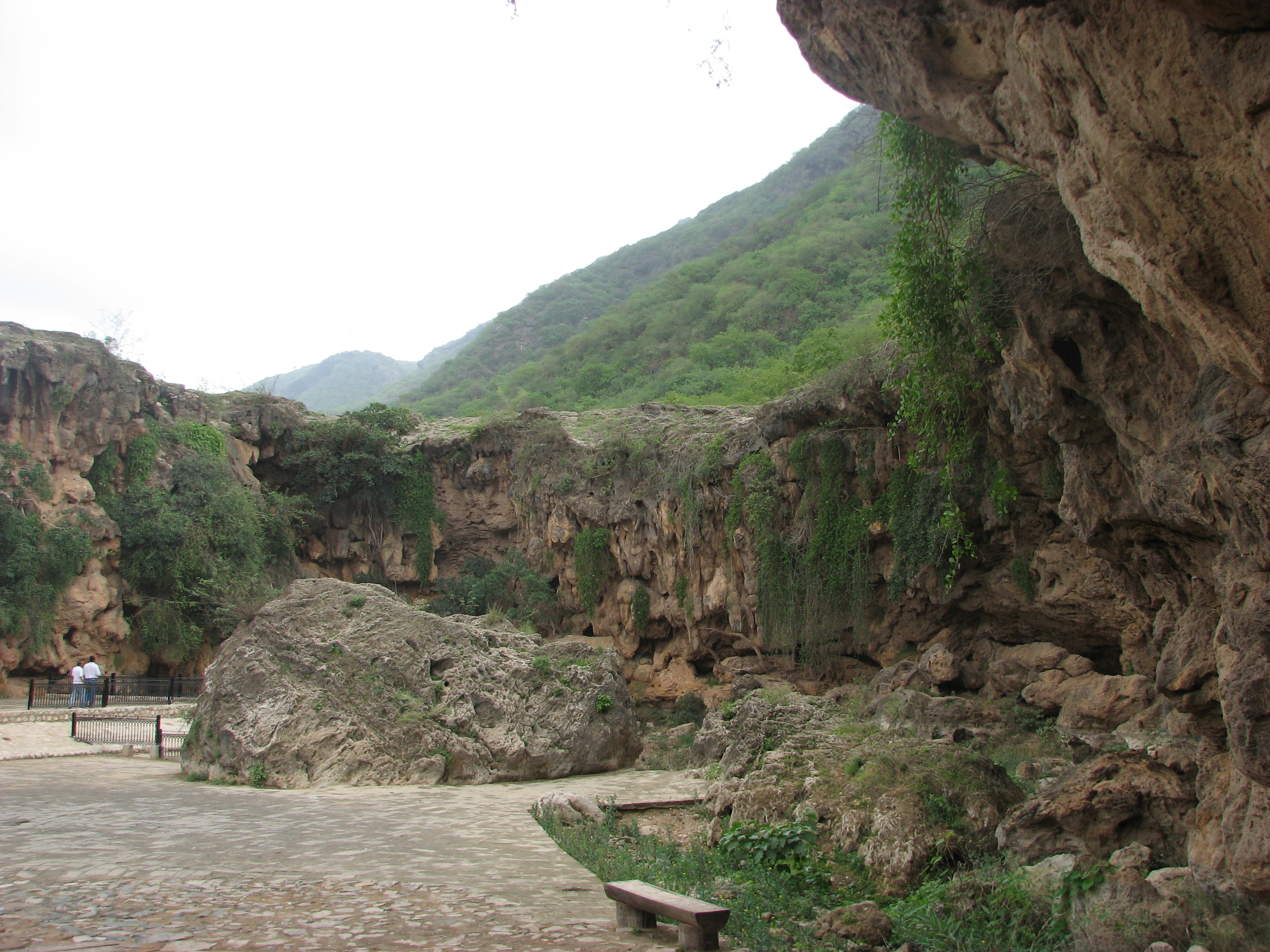
Ayn Jarziz mit der typischen Vegetation der Charīf (Herbst)
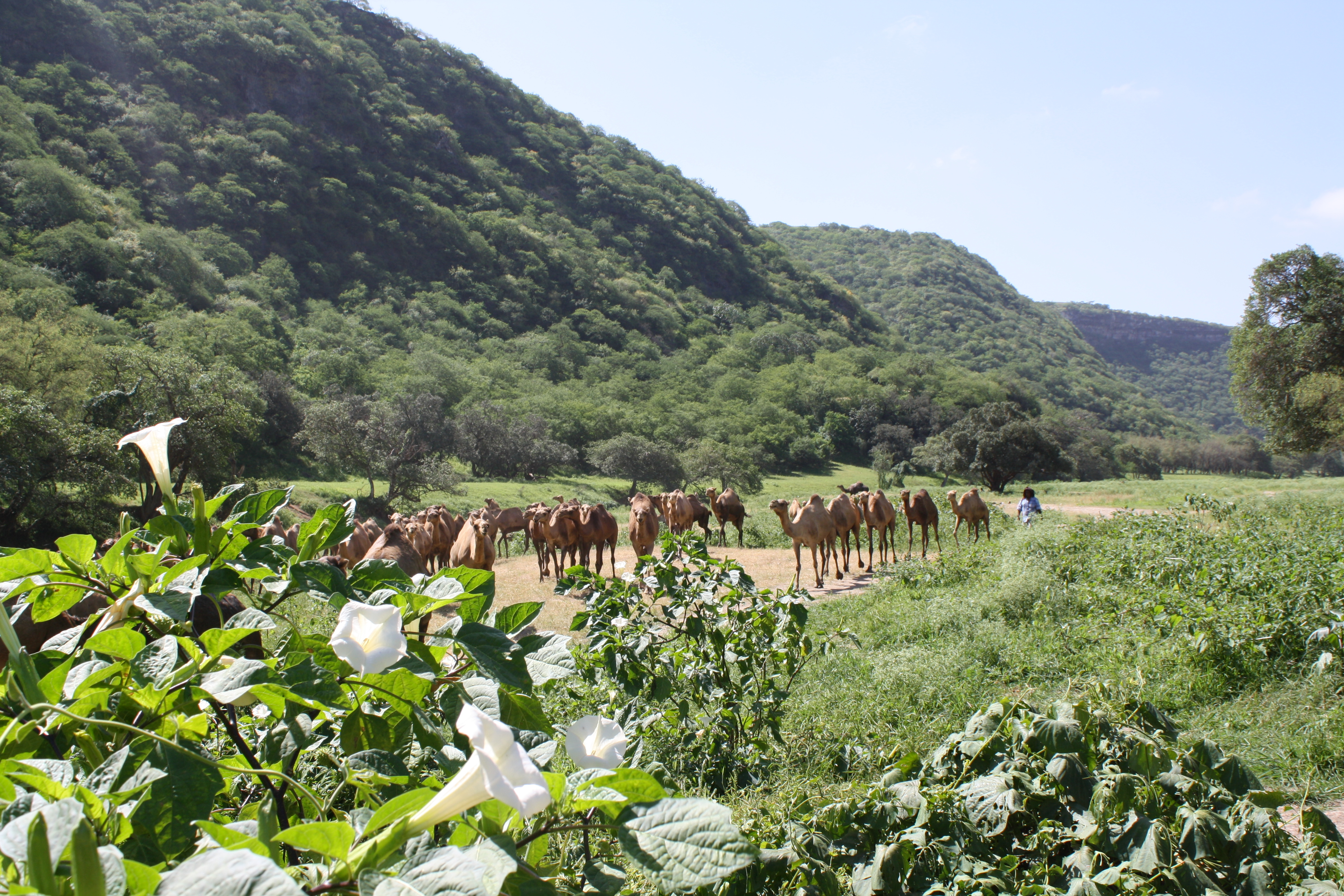
Dromedare in der Umgebung von Salalah
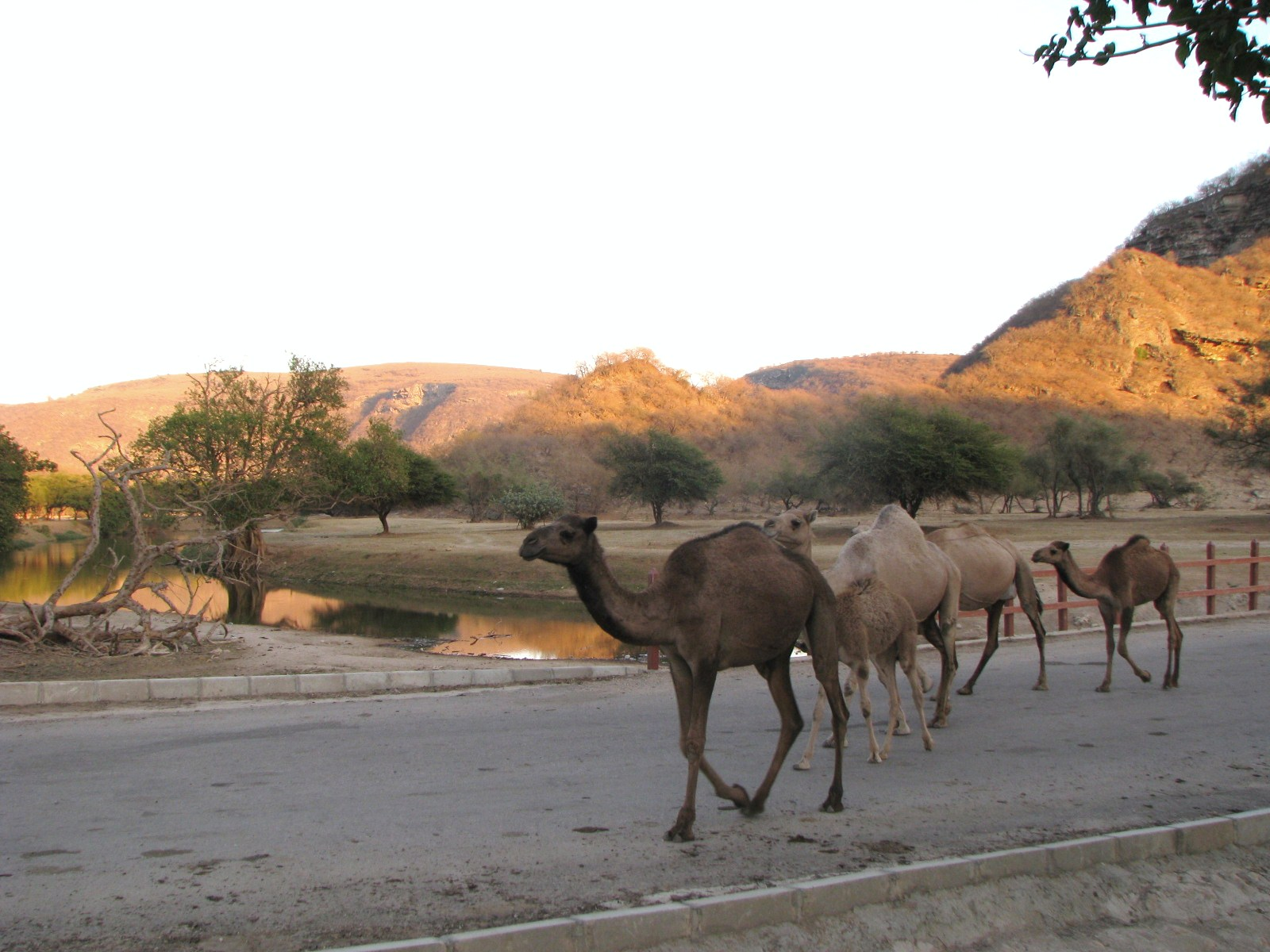
Dromedare in der ausgetrockneten Landschaft
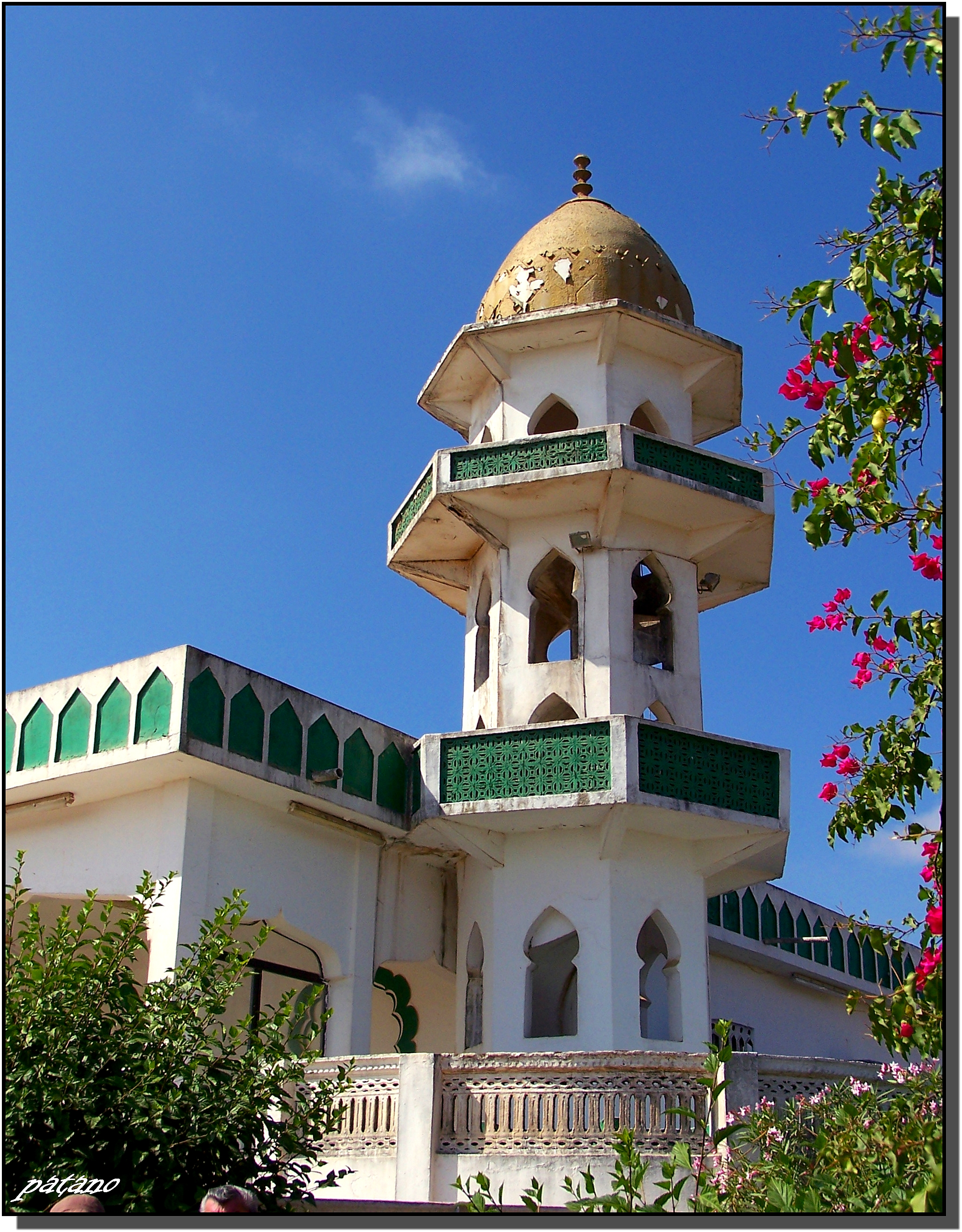
Die Moschee mit den angeblichen Überresten des Propheten „Ayyub“ (Ijob).
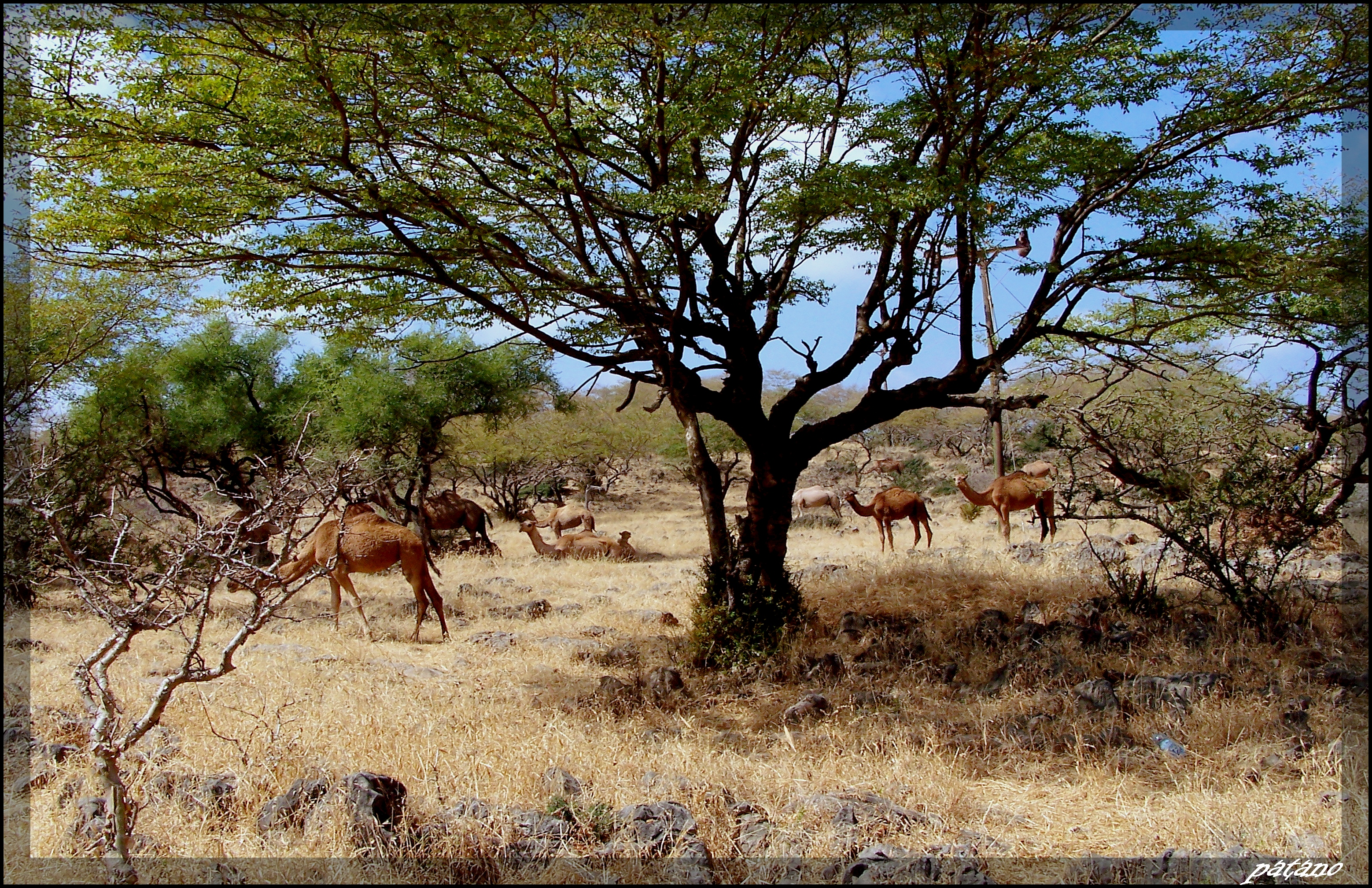
Kamele unter Bäumen